# Longtian (meteoryt)
Longtian – meteoryt żelazny należący do oktaedrytów średnioziarnistych, klasyfikowany też jako III AB, znaleziony 5 marca 1991 roku w chińskiej prowincji Kuejczou. Meteoryt Longtian został wykopany przez wieśniaków podczas rekultywacji gleby. Meteoryt wykopano z głębokości około 30 cm. Miał kształt stożka i ważył 350 kg. Głównym jego składnikiem jest kamacyt (6,2–7,4%).